# Harald Greifenegger
Harald Greifenegger (* 18. November 1959) ist ein ehemaliger deutscher Fußballspieler.

## Karriere
Greifenegger begann in der Jugendabteilung des BC Aichach mit dem Fußballspielen und verließ den Verein nach seiner Zeit als C-Jugendlicher. Freiwillig nach Augsburg gelangt, lebte er sechs Jahre lang im Schülerheim Don Bosco und besuchte das Holbein-Gymnasium Augsburg, alles dem Ziel, irgendwann einmal für den FC Augsburg spielen zu können, untergeordnet. Insgesamt vier Jahre war er für die B- und die A-Jugend des Vereins aktiv, bevor er im Alter von 18 Jahren in die Erste Mannschaft aufrückte und dabei ein Angebot des FC Bayern München ausschlug. Sein Debüt für den Zweitligisten gab er am 13. August 1978 (3. Spieltag) bei der 0:4-Niederlage im Auswärtsspiel gegen den TSV 1860 München mit Einwechslung für Manfred Tripbacher in der 63. Minute. Sein erstes seiner einzigen zwei Punktspieltore erzielte er am 17. September 1978 (8. Spieltag) mit dem Treffer zum 2:2-Endstand in der 53. Minute im Heimspiel gegen den SC Freiburg.
Nach nur einer Saison wechselte er zum Ligakonkurrenten Stuttgarter Kickers, für den er vom 28. Juli 1979 (1. Spieltag) bis 15. Mai 1980 (29. Spieltag) 16 Punktspiele und auch drei Spiele im DFB-Pokal bestritt. Sein Debüt im Spiel um den Vereinspokal krönte er am 25. August 1979, beim 3:0-Sieg im Erstrundenspiel gegen den TSV Ofterdingen, sogleich mit zwei Toren.
1980/81 bestritt er – zum FC Augsburg zurückgekehrt – nochmals 13 Punktspiele und das mit 2:0 in der 1. Hauptrunde gegen den Wuppertaler SV gewonnene DFB-Pokalspiel.
Von 1981 bis 1984 war er für die in der seinerzeit dritthöchsten Spielklasse im deutschen Fußball, der Amateur-Oberliga Bayern, spielende zweite Mannschaft des FC Bayern München aktiv, mit der er am 16. Oktober 1982 in der 2. Hauptrunde des DFB-Pokal-Wettbewerbs dem TSV 1860 München mit 0:1 und 1983 im Finale um die Deutsche Amateurmeisterschaft dem FC Homburg mit 0:2 unterlegen war. 
Von 1984 bis 1985 war er erneut für den FC Augsburg in der Amateur-Oberliga Bayern aktiv, bevor er in Aichach als Spieler in der Landesliga Süd seine Karriere fortsetzte und sie dort – ab 1990 als Spielertrainer und zwischenzeitlich auch für zwei weitere Vereine im Regierungsbezirk Schwaben tätig gewesen – 1998 beendete.

## Erfolge
- Finalist Deutsche Amateurmeisterschaft 1983 (mit dem FC Bayern München Amateure)

## Sonstiges
Während seiner Zeit beim FC Bayern München schloss er eine Ausbildung zum Versicherungskaufmann ab; im Jahr 2001 hatte er in Aichach eine Versicherungsagentur mit acht Mitarbeitern von seinem Vater übernommen.